# Fachgruppe (THW)

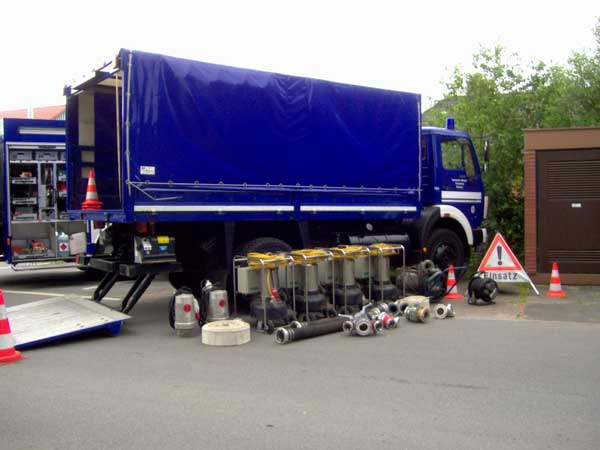
LKW der Fachgruppe Wasserschaden/Pumpen mit Ausrüstung

Eine Fachgruppe des THW ist eine taktische Einheit als Teileinheit des Technischen Zuges, eines Fachzuges Logistik oder eines  Fachzuges Führung/Kommunikation.

## Einsatzkonzept
Das Einsatzkonzept des Technischen Hilfswerks sieht in jedem Ortsverband als örtliche Einheiten mindestens einen Technischen Zug (TZ) vor, dessen  Zugtrupp und mindestens eine Bergungsgruppe als flächendeckendes Einsatzpotential mit großer Verwendungsbreite die Aufgaben Rettung, Bergung und Technische Hilfe übernehmen. Jeder Technische Zug verfügt zudem über mindestens eine Fachgruppe.
In jedem Regionalbereich ist zudem nach dem neuen taktischen Einheitenmodell je ein Fachzug Logistik L und ein Fachzug Führung TZ und Kommunikation K vorgesehen. Der Fachzug Logistik hat Teileinheiten mit Fähigkeiten im Bereich Logistik und Versorgung, der Fachzug Führung und Kommunikation hat Teileinheiten mit Fähigkeiten im Bereich Führung, Koordination und Kommunikation.
Auf überörtlicher bzw. überregionaler Ebene sind Fachgruppen als Einheiten/Teileinheiten für besondere Aufgaben vorgesehen. Sie übernehmen auf Ebene der Regionalstellen die technische Schwerpunktbildung bei der Schadenbekämpfung. Auf Ebene der Landesverbände sind Fachgruppen für Einsätze bei großen Schadensereignissen, für Auslandseinsätze sowie für besondere Schadensfälle vorgesehen. Die meisten Fachgruppen sind dem Technischen Zug ihres Ortsverbandes zugeordnet.

## Fachgruppen

### Aufstellung in jedem Regionalbereich
Die meisten Fachgruppen sind mindestens einmal je Regionalbereich aufgestellt.
- Im Technischen Zug
  - Fachgruppe Infrastruktur (FGr I)
  - Fachgruppe Räumen (FGr R, Typ A, B und C)
  - Fachgruppe Wassergefahren (FGr W, Typ A und B)
  - Fachgruppe Ortung (FGr O, Typ A, B und C)
  - Fachgruppe Elektroversorgung (FGr E)
  - Fachgruppe Wasserschaden/Pumpen (FGr WP, Typ A, B und C)
  - Fachgruppe Notversorgung und Notinstandsetzung (FGr N)
  - Fachgruppe Schwere Bergung (FGr SB, Typ A und B)
- Im Fachzug Logistik
  - Fachgruppe Logistik-Materialwirtschaft (FGr Log-MW)
  - Fachgruppe Logistik-Verpflegung (FGr Log-V)
- Im Fachzug Führung/Kommunikation 
  - Fachgruppe Führungsunterstützung (FGr F)
  - Fachgruppe Kommunikation (FGr K, Typ A und B)

### Aufstellung in jedem Landesverband
Überregional sind folgende Fachgruppen vorgesehen:
- Fachgruppe Trinkwasserversorgung (FGr TW)
- Fachgruppe Ölschaden (FGr Öl, Typ A, B und C)
- Fachgruppe Bergungstauchen (FGr BT)[2]
- Fachgruppe Brückenbau (FGr BrB)
- Fachgruppe Sprengen (FGr Sp)

In jedem Landesverband sind folgende Teams einmal aufgestellt:
- Media Team (MT)[3]
- Einsatznachsorge (ENT)

Außerdem gibt es Trupps mit Spezialaufgaben, die nicht die Personalstärke einer Gruppe erreichen:
- Trupp Einsatzstellensicherung (Tr ESS)
- Trupp Mobiler Hochwasserpegel (Tr MHP)
- Trupp Unbemannte Luftfahrtsysteme (Tr UL)
- Trupp Schwerer Transport (Tr TS)

Im Gegensatz zu den anderen überregionalen Teileinheiten ist der Trupp Schwerer Transport keinem Technischen Zug, sondern einem Fachzug Logistik zugeordnet.

### Aufstellung auf Bundesebene
Auf Bundesebene sind folgende Einheiten vorgesehen:
- Virtual Operations Support Team (VOST)[4]

### Auslandseinsätze
Darüber hinaus hält das THW Fachgruppen vor, die als Schnelleinsatzeinheiten für technische Hilfe im Auftrag der Bundesregierung im Ausland, vorgesehen sind:
- Schnelleinsatzeinheit Bergung Ausland (FGr SEEBA)
- Schnelleinsatzeinheit Wasserversorgung Ausland (FGr SEEWA)
- Schnelleinsatzeinheit Logistikabwicklung im Lufttransportfall (FGr SEELift)
- Standing Engineering Capacity (SEC)
- High Capacity Pumping (HCP)
- Technical Assistance and Support Teams (TAST)
- Emergency Temporary Shelter (ETS)